# Peștera Devetașka
Peștera Devetașka (în bulgară Деветашката пещера) (Devetashka) este o peșteră carstică aflată la circa 7 km (4,3 mi) vest de Letnița și 15 km (9,3 mi) nord-est de Loveci, în apropierea satului Devetaki, pe malul estic la râului Osăm, în Bulgaria. Peștera a fost locuită de oamenii preistorici. În prezent este gazda unei colonii de aproape 30.000 de lilieci.
Descoperită în 1921, excavațiile au început în 1950 și au relevat ocuparea continuă de către oameni încă din Paleolitic. Cele mai vechi urme ale prezenței umane datează din Paleoliticul Mijlociu, acum circa 70.000 de ani. Tot aici s-a descoperit o sursă bogată de obiecte din perioada Neolitică (6.000-4.000 î.e.n.).

## Localizare
Peștera este localizată la 43°14′11″N 24°53′44″E / 43.23639°N 24.89556°E, la circa doi kilometri de satul Devetaki. Este accesibilă din Drumul Național 301 printr-un drum neasfaltat de circa 400 de metri și un pod de beton. În prezent face parte dintr-un parc public care mai include o cascadă. Formată prin dizolvarea rocilor solubile, peștera conține doline, un râu subteran, numeroase pârâuri, stalactite, stalagmite și cupole maiestuoase.
Intrarea are 35 m lățime și 30 m înălțime. Peștera se lărgește după 40 m, formând o sală spațioasă cu o suprafață de 2.400 m² și o înălțime de 60 m. Mai multe deschideri în tavan permit luminii naturale să pătrundă în interior.